# Jiří Procházka
Jiří Procházka (Znojmo, 14 ottobre 1992) è un lottatore ceco di arti marziali miste.
Combatte nella categoria dei pesi mediomassimi per la promozione statunitense UFC, in cui è stato il campione di categoria.

## Stile di combattimento
È uno specialista del combattimento in piedi, essendo dotato di grande esperienza nella Muay Thai.

## Risultati nelle arti marziali miste
| Risultato | Record | Avversario                | Metodo                                   | Evento                                       | Data              | Round | Tempo | Città                           | Note |
| --------- | ------ | ------------------------- | ---------------------------------------- | -------------------------------------------- | ----------------- | ----- | ----- | ------------------------------- | --- |
| Vittoria  | 31-5-1 | Jamahal Hill              | KO tecnico (pugni)                       | UFC 311                                      | 18 gennaio 2025   | 3     | 3:01  | Inglewood, Stati Uniti          | Performance of the Night |
| Sconfitta | 30-5-1 | Alex Pereira              | KO tecnico (calcio alla testa e pugni)   | UFC 303                                      | 29 giugno 2024    | 2     | 0:13  | Las Vegas, Stati Uniti          | Per il titolo dei pesi mediomassimi UFC                                                                                       |
| Vittoria  | 30-4-1 | Aleksandar Rakić          | KO tecnico (pugni)                       | UFC 300                                      | 13 aprile 2024    | 2     | 3:17  | Las Vegas, Stati Uniti          | Performance of the Night |
| Sconfitta | 29-4-1 | Alex Pereira              | KO tecnico (gomitate)                    | UFC 295                                      | 11 novembre 2023  | 2     | 4:08  | New York, Stati Uniti           | Per il titolo vacante dei pesi mediomassimi UFC                                                                               |
| Vittoria  | 29-3-1 | Glover Teixeira           | Sottomissione (rear-naked choke)         | UFC 275: Teixeira vs. Procházka              | 11 giugno 2022    | 5     | 4:32  | Kallang, Singapore              | Vince il titolo dei pesi mediomassimi UFC. Fight of the Night. Fight of the Year 2022. Rende vacante il titolo per infortunio |
| Vittoria  | 28-3-1 | Dominick Reyes            | KO (gomitata girata)                     | UFC on ESPN: Reyes vs. Procházka             | 1 maggio 2021     | 2     | 4:29  | Las Vegas, Stati Uniti          | Fight of the Night. Performance of the Night                                                                                  |
| Vittoria  | 27-3-1 | Volkan Oezdemir           | KO (pugno)                               | UFC 251: Usman vs. Masvidal                  | 12 luglio 2020    | 2     | 0:49  | Abu Dhabi, Emirati Arabi        | Debutto nella UFC. Performance of the Night                                                                                   |
| Vittoria  | 26-3-1 | C.B. Dollaway             | KO (pugni)                               | Rizin 20                                     | 31 dicembre 2019  | 1     | 1:55  | Saitama, Giappone               | Difende il titolo Rizin dei pesi mediomassimi                                                                                 |
| Vittoria  | 25-3-1 | Fábio Maldonado           | KO (pugni)                               | Rizin 19: Lightweight Grand Prix 1st Round   | 12 ottobre 2019   | 1     | 1:49  | Osaka, Giappone                 | Incontro catchweight (100 Kg)                                                                                                 |
| Vittoria  | 24-3-1 | Muhammed Lawal            | KO tecnico (pugni)                       | Rizin 15                                     | 21 aprile 2019    | 3     | 3:02  | Yokohama, Giappone              | Vince il titolo Rizin dei pesi mediomassimi                                                                                   |
| Vittoria  | 23-3-1 | Brandon Halsey            | KO tecnico (pugni)                       | Rizin 14                                     | 31 dicembre 2018  | 1     | 6:30  | Saitama, Giappone               | |
| Vittoria  | 22-3-1 | Jake Heun                 | KO tecnico (pugni)                       | Rizin 13                                     | 30 settembre 2018 | 1     | 4:29  | Saitama, Giappone               | |
| Vittoria  | 21-3-1 | Bruno Henrique Cappelozza | KO (pugni)                               | Rizin 11                                     | 28 luglio 2018    | 1     | 1:23  | Saitama, Giappone               | |
| Vittoria  | 20-3-1 | Karl Albrektsson          | KO tecnico (pugni)                       | Rizin World Grand Prix 2017: 2nd Round       | 29 dicembre 2017  | 1     | 9:57  | Saitama, Giappone               | |
| Vittoria  | 19-3-1 | Wilian Roberto Alves      | KO tecnico (pugni)                       | Fusion FN 16: Cage Fight                     | 29 settembre 2017 | 1     | 3:41  | Brno, Repubblica Ceca           | Ritorno nei pesi mediomassimi                                                                                                 |
| Vittoria  | 18-3-1 | Mark Tanios               | Decisione (unanime)                      | Rizin World Grand Prix 2016: 1st Round       | 25 settembre 2016 | 2     | 5:00  | Saitama, Giappone               | Rizin Grand-Prix 1st Round, incontro openweight                                                                               |
| Vittoria  | 17-3-1 | Kazuyuki Fujita           | KO (pugno)                               | Rizin 1                                      | 17 aprile 2016    | 1     | 3:18  | Nagoya, Giappone                | Incontro catchweight (110 kg)                                                                                                 |
| Sconfitta | 16-3-1 | Muhammed Lawal            | KO (pugno)                               | Rizin World Grand Prix 2015: Part 2 - Iza    | 31 dicembre 2015  | 1     | 5:09  | Saitama, Giappone               | Finale del Rizin World Heavyweight Grand Prix                                                                                 |
| Vittoria  | 16-2-1 | Vadim Nemkov              | KO tecnico (ritiro)                      | Rizin World Grand Prix 2015: Part 2 - Iza    | 31 dicembre 2015  | 1     | 10:00 | Saitama, Giappone               | Semifinale del Rizin World Heavyweight Grand Prix                                                                             |
| Vittoria  | 15-2-1 | Satoshi Ishii             | KO (calcio alla testa e ginocchiate)     | Rizin World Grand Prix 2015: Part 1 - Saraba | 29 dicembre 2015  | 1     | 1:36  | Saitama, Giappone               | Debutto nei pesi massimi. Quarti di finale del Rizin World Grand Prix                                                         |
| Vittoria  | 14-2-1 | Evgeni Kondratov          | KO (pugno)                               | ProFC 59: Battle of Kursk 3                  | 21 novembre 2015  | 1     | 4:23  | Kursk, Russia                   | |
| Vittoria  | 13-2-1 | Michał Fijałka            | KO tecnico (stop dall'angolo)            | GCF 31: Cage Fight 6                         | 22 maggio 2015    | 1     | 5:00  | Příbram, Repubblica Ceca        | |
| Vittoria  | 12-2-1 | Rokas Stambrauskas        | KO tecnico (stop dall'angolo)            | GCF Challenge: Back in the Fight 4           | 27 marzo 2015     | 1     | 5:00  | Příbram, Repubblica Ceca        | |
| Parità    | 11-2-1 | Mikhail Mokhnatkin        | Pareggio (maggioranza)                   | Fight Nights: Battle of Moscow 18            | 20 dicembre 2014  | 3     | 5:00  | Mosca, Russia                   | |
| Vittoria  | 11-2   | Darko Stošić              | KO tecnico (pugni)                       | GCF Challenge: Cage Fight 5                  | 14 novembre 2014  | 1     | 1:09  | Brno, Repubblica Ceca           | |
| Vittoria  | 10-2   | Tomáš Penz                | KO tecnico (ginocchiata volante e pugni) | GCF 28: Cage Fight 4                         | 6 giugno 2014     | 1     | 0:41  | Brno, Repubblica Ceca           | Difende il titolo dei pesi mediomassimi GCF                                                                                   |
| Vittoria  | 9-2    | Viktor Bogutzki           | Sottomissione (rear-naked choke)         | GCF 27: Road to the Cage                     | 21 marzo 2014     | 1     | 2:17  | Praga, Repubblica Ceca          | |
| Vittoria  | 8-2    | Martin Šolc               | KO (ginocchiata volante)                 | GCF 26: Fight Night                          | 7 dicembre 2013   | 3     | 4:00  | Praga, Repubblica Ceca          | Vince il titolo dei pesi mediomassimi GCF                                                                                     |
| Vittoria  | 7-2    | Oliver Dohring            | KO tecnico (pugni)                       | Rock the Cage 4                              | 12 ottobre 2013   | 1     |       | Greifswald, Germania            | |
| Sconfitta | 6-2    | Abdul-Kerim Edilov        | Sottomissione tecnica (rear-naked choke) | Fight Nights: Battle of Moscow 12            | 20 giugno 2013    | 1     | 1:56  | Mosca, Russia                   | |
| Vittoria  | 6-1    | Radovan Estocin           | KO (ginocchiata volante e pugni)         | GCF 23: MMA Cage Fight 2                     | 10 maggio 2013    | 1     | 0:26  | Brno, Repubblica Ceca           | |
| Vittoria  | 5-1    | Josef Žák                 | KO tecnico (stop medico)                 | GCF 19: Back in the Fight 2                  | 15 febbraio 2013  | 1     |       | Příbram, Repubblica Ceca        | |
| Sconfitta | 4-1    | Bojan Veličković          | KO tecnico (pugni)                       | SFC 1: Balkan Fighter Night                  | 9 dicembre 2012   | 1     |       | Belgrado, Serbia                | |
| Vittoria  | 4-0    | Strahinja Denić           | Sottomissione (triangolo)                | Ring Fight Brno                              | 15 novembre 2012  | 1     | 2:10  | Brno, Repubblica Ceca           | |
| Vittoria  | 3-0    | Martin Vaniš              | KO tecnico (pugni)                       | GCF 17: Big Cage Ostrava 2                   | 20 ottobre 2012   | 1     | 2:48  | Ostrava, Repubblica Ceca        | |
| Vittoria  | 2-0    | Vladimír Eis              | KO (ginocchiata)                         | GCF 15: Justfight Challenger                 | 24 agosto 2012    | 1     | 1:02  | Karlovy Vary, Repubblica Ceca   | |
| Vittoria  | 1-0    | Stanislav Futera          | KO (pugno)                               | GCF 10: Battle in the Cage                   | 7 aprile 2012     | 1     | 0:53  | Mladá Boleslav, Repubblica Ceca | Debutto nei pesi mediomassimi                                                                                                 |